# Линд, Хилари
Хилари Кирстен Линд (англ. Hilary Kirsten Lindh, род. 10 мая 1969 года, Джуно) — американская горнолыжница, призёрка Олимпийских игр, чемпионка мира, победительница этапов Кубка мира. Наиболее успешно выступала в скоростном спуске.
В Кубке мира Линд дебютировала 15 марта 1986 года, в феврале 1994 года одержала свою первую в карьере победу на этапе Кубка мира, в скоростном спуске. Всего имеет на своём счету 3 победы на этапах Кубка мира, все в скоростном спуске. Лучшим достижением в общем зачёте Кубка мира, является для Линд 9-е место в сезоне 1994/95.
На Олимпийских играх 1988 года в Калгари заняла 26-е место в супергиганте и 23-е место в комбинации, кроме того стартовала в скоростном спуске, но не добралась до финиша.
На Олимпийских играх 1992 года в Альбервиле завоевала серебряную медаль в скоростном спуске, лишь 0,06 секунды проиграв чемпионке, канадке Керрин Ли-Гартнер, и лишь 0,03 секунды выиграв у занявшей третье место австрийки Вероники Валлингер. Кроме этого стала 17-й в супергиганте.
На Олимпийских играх 1994 года в Лиллехаммере заняла 7-е место в скоростном спуске и 13-е место в супергиганте.
За свою карьеру участвовала в четырёх чемпионатах мира, на чемпионате мира 1997 года стала чемпионкой в скоростном спуске, годом ранее завоевала бронзу в той же дисциплине.
Завершила спортивную карьеру в 1997 году, в 2005 году была включена в Зал славы лыжного спорта США. В дальнейшем проживала в Канаде, в городе Уайтхорс.

## Победы на этапах Кубка мира (3)
| № | Сезон   | Дата            | Место         | Дисциплина           |
| - | ------- | --------------- | ------------- | -------------------- |
| 1 | 1993/94 | 4 февраля 1994  | Сьерра-Невада | Скоростной спуск     |
| 2 | 1994/95 | 2 декабря 1994  | Вэйл          | Скоростной спуск (2) |
| 3 | 1994/95 | 10 декабря 1994 | Лейк Луиз     | Скоростной спуск (3) |